# ネヴェスティノ
座標: 北緯42度15分 東経22度51分 / 北緯42.250度 東経22.850度

ネヴェスティノ
Невестиноネヴェスティノ ブルガリア内のネヴェスティノの位置

ネヴェスティノ（ブルガリア語:Невестино / Nevestino、発音:/nɛ.ˈvɛs.ti.nu/）はブルガリア西部の町、およびそれを中心とした基礎自治体。キュステンディル州に属する。
村は州都のキュステンディルから13キロメートル離れており、ストルマ川（Струма）の両岸に広がる。キュステンディル＝ドゥプニツァ道路、キュステンディル＝ボボシェヴォ＝ブラゴエヴグラトが近くを通っている。ネヴェスティノは1576年に初めて文献に登場した。しかし、有名なカディン・モスト（Кадин мост / Kadin most、『Qadiの橋』）は1470年から存在している。ネヴェスティノの呼称はおおよそ「橋の場所」を意味する語に由来している。

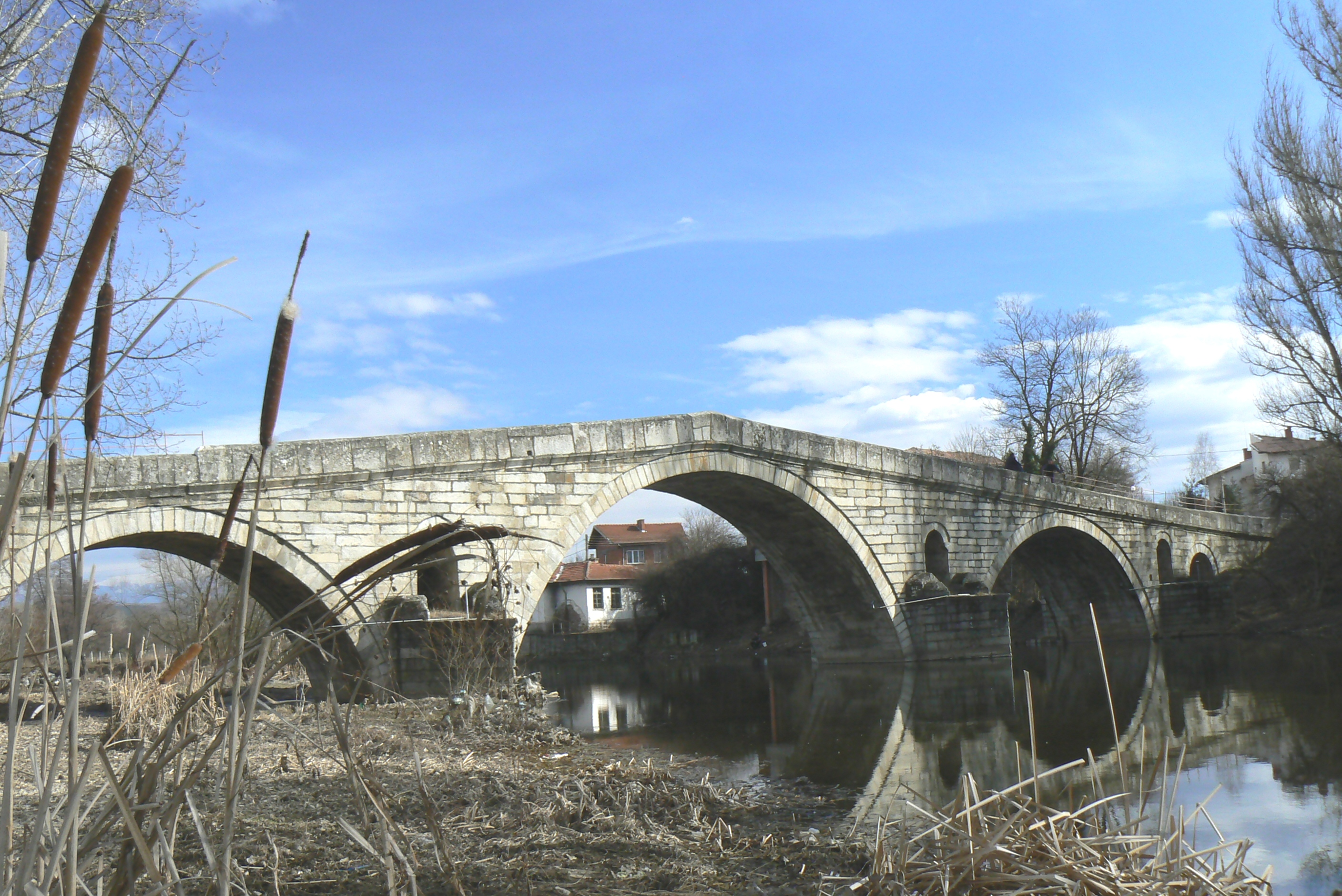
ネヴェスティノのカディン・モスト

## 町村
ネヴェスティノ基礎自治体（Община Невестино）には、その中心であるネヴェスティノをはじめ、以下の町村（集落）が存在している。
- Ваксево
- Ветрен
- Длъхчево-Сабляр
- Долна Козница
- Друмохар
- Еремия
- Згурово
- Илия
- Кадровица
- Лиляч
- Мърводол
- Невестино

- Неделкова гращица
- Пастух
- Пелатиково
- Раково
- Рашка гращица
- Смоличано
- Страдалово
- Тишаново
- Църварица
- Чеканец
- Четирци